# The Night Flight Orchestra
The Night Flight Orchestra est un groupe de hard rock suédois de Helsingborg formé en 2007 par Björn Strid et David Andersson alors qu'ils étaient en tournée aux États-Unis avec leur groupe Soilwork. Ils ont ensuite été rejoints par le bassiste Sharlee D'Angelo (Arch Enemy, Spiritual Beggars, ex-Mercyful Fate), Richard Larsson (Von Benzo), Jonas Källsbäck (Mean Streak) et, plus récemment, Sebastian Forslund (Kadwatha).  

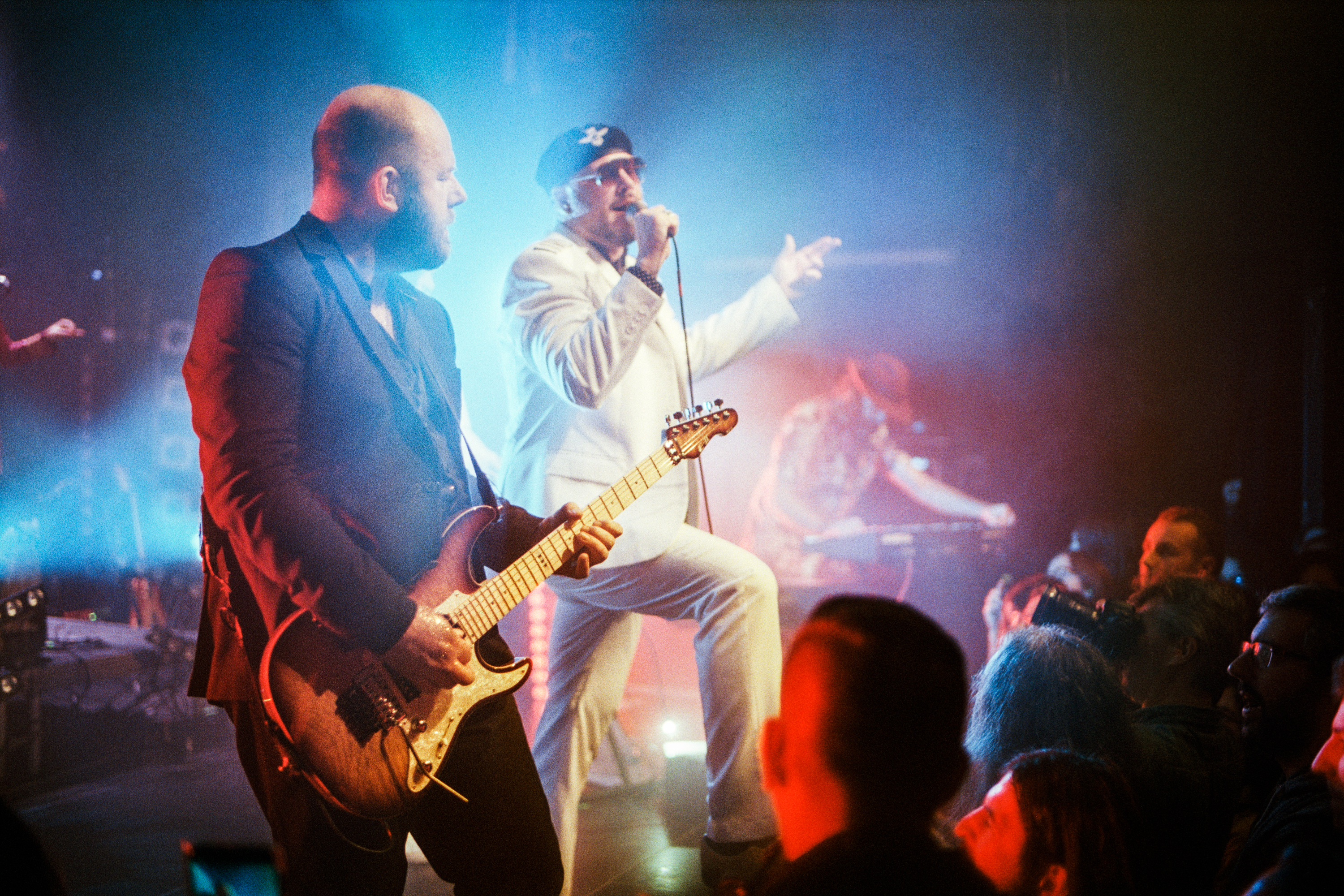
The Night Flight Orchestra sur scène à Paris lors de la tournée européenne The World Ain't Enough European tour.

Ils ont sorti sept albums studio. 

## Membres du groupe

### Membres actuels
- Björn "Speed" Strid - chant (2007-présent)
- Sharlee D'Angelo -  basse (2007-présent)
- Jonas Källsbäck - batterie (2007-présent)
- Sebastian Forslund - congas, percussions, guitare (2014-présent)
- Åsa Lundman - chœurs (2022-présent)[2]
- Anna Brygård - chœurs (2017-présent)
- John Lönnmyr - claviers (2020-présent)
- Rasmus Ehrnborn - guitare (2022-présent)

### Anciens membres
- Richard Larsson - claviers (2007-2020)
- David Andersson - guitare (2007-2022)[3]
- Anna-Mia Bonde - chœurs (2017-2022)

## Discographie

### Albums studio
- 2012 - Internal Affairs
- 2015 - Skyline Whispers
- 2017 - Amber Galactic
- 2018 - Sometimes the World Ain't Enough
- 2020 - Aeromantic [4],[5]
- 2021 - Aeromantic II [6],[7],[8]
- 2025 - Give Us the Moon